# Sozialassistent
Der Sozialassistent (Sozialhelfer) oder Staatlich geprüfter Sozialassistent (abgekürzt SOA) ist ein landesrechtlich geregelter Beruf im Sozialwesen.
Sozialassistenten sind in der Regel für die Pflege und Betreuung von Kindern, Jugendlichen und beeinträchtigten Menschen tätig. Ihre Arbeitsstellen sind Wohnheime für junge, aber auch für alte Menschen, Kindertagesstätten oder Krankenhäuser. Generell ergänzen sie die Arbeit von pädagogischen oder pflegerischen Fachkräften und Eltern im hauswirtschaftlichen, pflegerischen und erzieherischen Bereich, indem sie beispielsweise Mahlzeiten zubereiten, bei der Körperpflege behilflich sind oder Kinder und Jugendliche in ihrer Freizeitgestaltung unterstützen, das heißt auch, den Kindern Impulse zu geben, sich selbst zu verwirklichen.
Beim Ausbildungsgang des Sozialassistenten handelt es sich um eine landesrechtlich und damit sehr unterschiedlich geregelte schulische Ausbildung an Berufsfachschulen. Je nach vorhandenem Schulabschluss und Bundesland dauert die Ausbildung mit der allgemeinen Hochschulreife ein Jahr, mit der mittleren Reife zwei Jahre und mit dem Hauptschulabschluss drei Jahre. Es werden z. B. Fächer wie Sozialpädagogisches Handeln, Kommunikation und Sprache, Bewegung und Spiel, Deutsch/Kommunikation, Fremdsprache/Kommunikation, EDV, Sport, Religion oder Ethik und Politik unterrichtet.
In einigen Bundesländern ist die abgeschlossene Berufsausbildung zum Staatlich geprüften Sozialassistenten mit Schwerpunkt Sozialpädagogik zwingende Voraussetzung für die Zulassung zur Erzieherausbildung (u. a. in Niedersachsen, Sachsen, Rheinland-Pfalz, Hessen). Manchmal wird die Bezeichnung „Sozialpädagogischer Assistent“ synonym eingesetzt, in bestimmten Bundesländern handelt es sich dabei aber auch um einen eigenständigen Beruf, der dem des Kinderpflegers ähnelt.